# Dendronephthya natalensis
Dendronephthya natalensis är en korallart som beskrevs av Tixier-Durivault och Prevor 1960. Dendronephthya natalensis ingår i släktet Dendronephthya och familjen Nephtheidae. Inga underarter finns listade i Catalogue of Life.